# Ardon (Loiret)
Pour les articles homonymes, voir Ardon.
Ardon est une commune française située dans le département du Loiret en région Centre-Val de Loire.

## Géographie

### Localisation

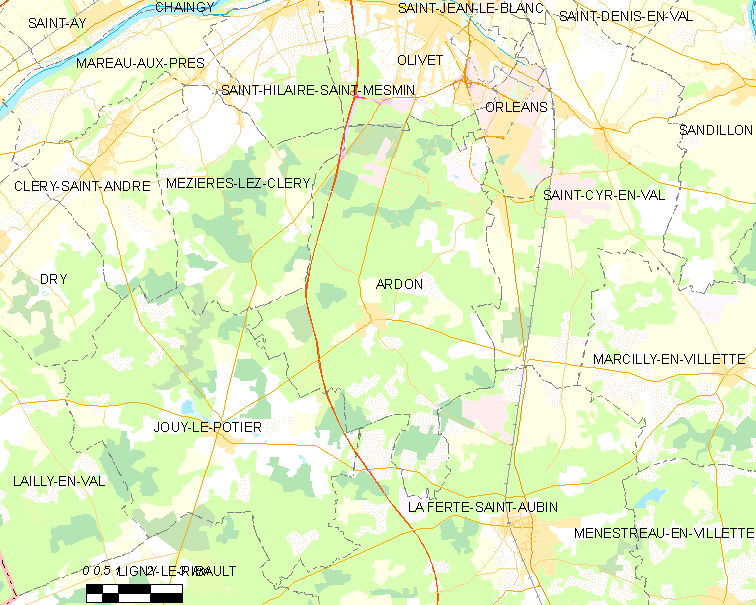
Carte de la commune d'Ardon (Loiret) et des communes limitrophes.

La commune d'Ardon se trouve dans le quadrant sud-ouest du département du Loiret, dans la région agricole de la Sologne et l'aire urbaine d'Orléans.  À vol d'oiseau, elle se situe à 14,2 km  d'Orléans, préfecture du département, et à 8,2 km de La Ferté-Saint-Aubin, ancien chef-lieu du canton dont dépendait la commune avant mars 2015. La commune fait partie du bassin de vie d'Orléans.
Les communes les plus proches sont : Jouy-le-Potier (5,9 km), Mézières-lez-Cléry (6,8 km), La Ferté-Saint-Aubin (8,2 km), Saint-Cyr-en-Val (9,2 km), Mareau-aux-Prés (9,4 km), Olivet (9,7 km), Saint-Hilaire-Saint-Mesmin (10 km), Cléry-Saint-André (10,1 km), Marcilly-en-Villette (11,1 km) et Saint-Pryvé-Saint-Mesmin (11,6 km).

### Géologie et relief

#### Géologie
La commune se situe dans le sud du Bassin parisien, le plus grand des trois bassins sédimentaires français. Cette vaste dépression, occupée dans le passé par des mers peu profondes et des lacs, a été comblée, au fur et à mesure que son socle s’affaissait, par des sables et des argiles, issus de l’érosion des reliefs alentours, ainsi que des calcaires d’origine biologique, formant ainsi une succession de couches géologiques.
Les couches affleurantes sur le territoire communal sont constituées de formations superficielles du Quaternaire et de roches sédimentaires datant du Cénozoïque, l'ère géologique la plus récente sur l'échelle des temps géologiques, débutant il y a 66 millions d'années. Les plus anciennes sont des sables et argiles de Sologne remontant à l’époque Miocène de la période Néogène. Les plus récentes sont des alluvions et colluvions du fond des vallées secondaires remontant à l’époque Holocène de la période Quaternaire. Le descriptif de ces couches est détaillé dans  la feuille « n°398 - La Ferté-Saint-Aubin » de la carte géologique au 1/50 000ème du département du Loiret, et sa notice associée.

Carte géologique de la commune.

|  | FC :  | alluvions et colluvions du fond des vallées secondaires, Holocène               |
|  | Fw :  | alluvions de haute terrasse de la Loire, Pléistocène (Riss), terrasse +10 -15 m |
|  | Fvb : | alluvions de haute terrasse, Pléistocène (Mindel), terrasse +20 m               |

|  | m3-p1SASo : | sables et argiles de Sologne, Langhien supérieur à Pliocène inférieur |

#### Relief
La superficie cadastrale de la commune publiée par l’Insee, qui sert de références dans toutes les statistiques, est de 53,65 km2,. La superficie géographique, issue de la BD Topo, composante du Référentiel à grande échelle produit par l'IGN, est quant à elle de 54,76 km2. Son relief est relativement plat puisque la dénivelée maximale atteint 25 mètres. L'altitude du territoire varie entre 98 m et 123 m.

### Climat
Pour des articles plus généraux, voir Climat du Centre-Val de Loire et Climat du Loiret.
En 2010, le climat de la commune est de type climat océanique dégradé des plaines du Centre et du Nord, selon une étude du CNRS s'appuyant sur une série de données couvrant la période 1971-2000. En 2020, Météo-France publie une typologie des climats de la France métropolitaine dans laquelle la commune est exposée à un climat océanique altéré et est dans la région climatique Moyenne vallée de la Loire, caractérisée par une bonne insolation (1 850 h/an) et un été peu pluvieux.
Pour la période 1971-2000, la température annuelle moyenne est de 10,9 °C, avec une amplitude thermique annuelle de 15,3 °C. Le cumul annuel moyen de précipitations est de 699 mm, avec 10,8 jours de précipitations en janvier et 7,3 jours en juillet. Pour la période 1991-2020, la température moyenne annuelle observée sur la station météorologique de Météo-France la plus proche, sur la commune de Ligny-le-Ribault à 12 km à vol d'oiseau, est de 11,6 °C et le cumul annuel moyen de précipitations est de 741,2 mm,. Pour l'avenir, les paramètres climatiques de la commune estimés pour 2050 selon différents scénarios d'émission de gaz à effet de serre sont consultables sur un site dédié publié par Météo-France en novembre 2022.

## Urbanisme

### Typologie
Au 1er janvier 2024, Ardon est catégorisée commune rurale à habitat dispersé, selon la nouvelle grille communale de densité à sept niveaux définie par l'Insee en 2022.
Elle est située hors unité urbaine. Par ailleurs la commune fait partie de l'aire d'attraction d'Orléans, dont elle est une commune de la couronne,. Cette aire, qui regroupe 136 communes, est catégorisée dans les aires de 200 000 à moins de 700 000 habitants,.

### Occupation des sols
L'occupation des sols de la commune, telle qu'elle ressort de la base de données européenne d’occupation biophysique des sols Corine Land Cover (CLC), est marquée par l'importance des forêts et milieux semi-naturels (75,7 % en 2018), une proportion sensiblement équivalente à celle de 1990 (76,5 %). La répartition détaillée en 2018 est la suivante : 
forêts (73,4 %), zones agricoles hétérogènes (11,6 %), terres arables (5,6 %), espaces verts artificialisés, non agricoles (2,4 %), milieux à végétation arbustive et/ou herbacée (2,2 %), zones urbanisées (1,5 %), zones industrielles ou commerciales et réseaux de communication (1,5 %), prairies (1 %), cultures permanentes (0,9 %).

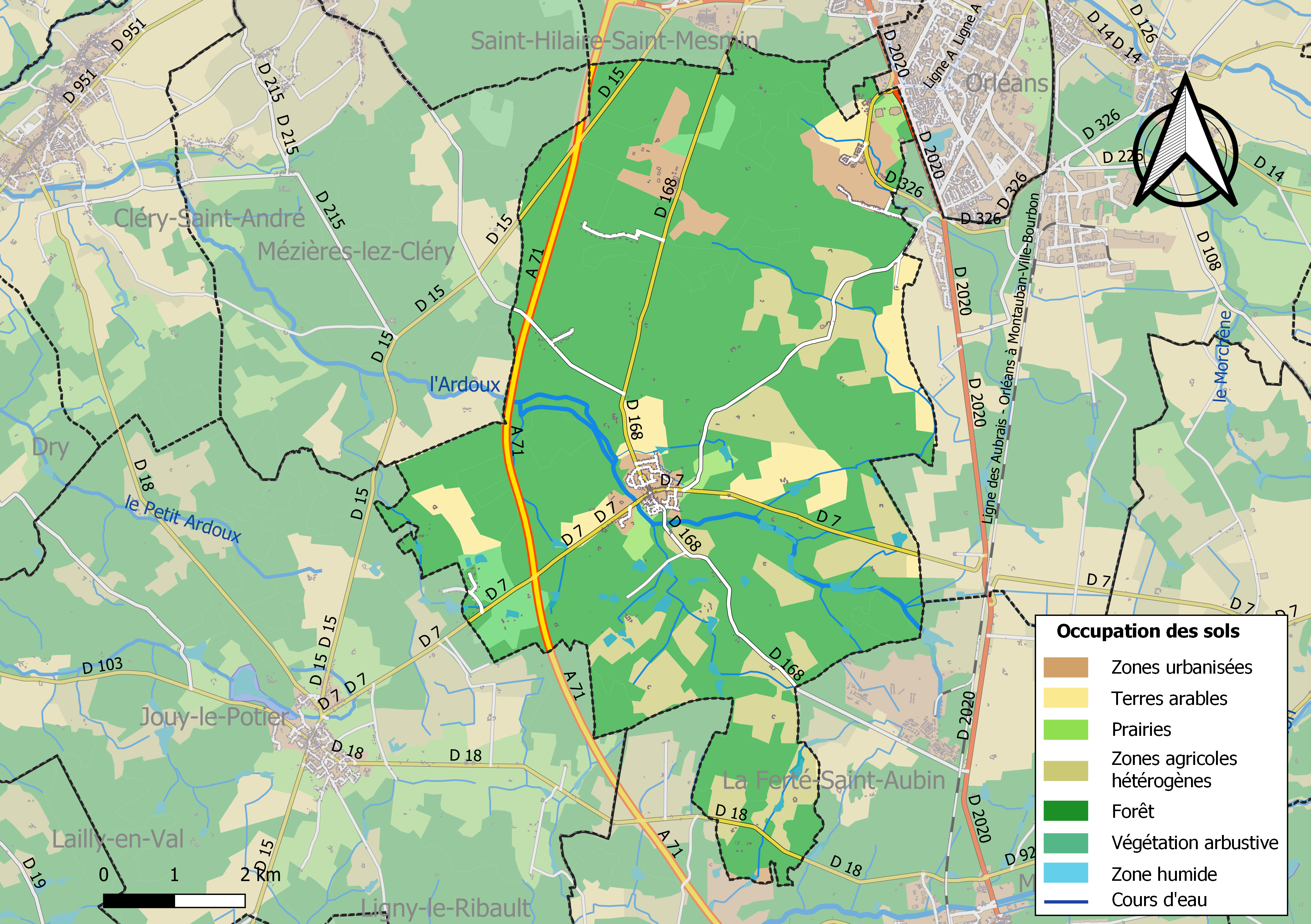
Carte des infrastructures et de l'occupation des sols en 2018 (CLC) de la commune.
Carte orthophotogrammétrique de la commune.

### Documents d'orientations intercommunaux
La commune est membre du Pays Sologne Val-sud, qui regroupe 29 des communes de la Sologne du Loiret. Ce pays impose un certain nombre de contraintes, que les documents d’urbanisme doivent respecter en étant compatibles avec les documents d’orientations du Pays. Le pays a notamment élaboré une charte architecturale et paysagère en 2005.
En 2012 les Pays Forêt d'Orléans Val de Loire, Loire Beauce et Sologne Val Sud sont les seuls territoires du département du Loiret ne disposant pas de schéma de cohérence territoriale (SCoT). Compte tenu  de l'intérêt de cet outil pour l'avenir des territoires, les élus de ces pays décident d'engager une démarche d'élaboration de SCOT. Le comité syndical du Pays Sologne Val Sud se prononce majoritairement en mars 2013 pour prendre la compétence SCoT dans ses statuts. Les quatre communautés de communes qui composent le Pays délibèrent en avril et mai 2013 pour confier "l'élaboration, la gestion et le suivi du SCoT" au Pays Sologne Val Sud. Les compétences sont modifiées en ce sens en juin 2013, le périmètre du SCOT est arrêté par le préfet le 10 octobre 2013. Après étude et concertation de 2014 à 2017, le document doit être approuvé en 2018.

### Voies de communication et transports

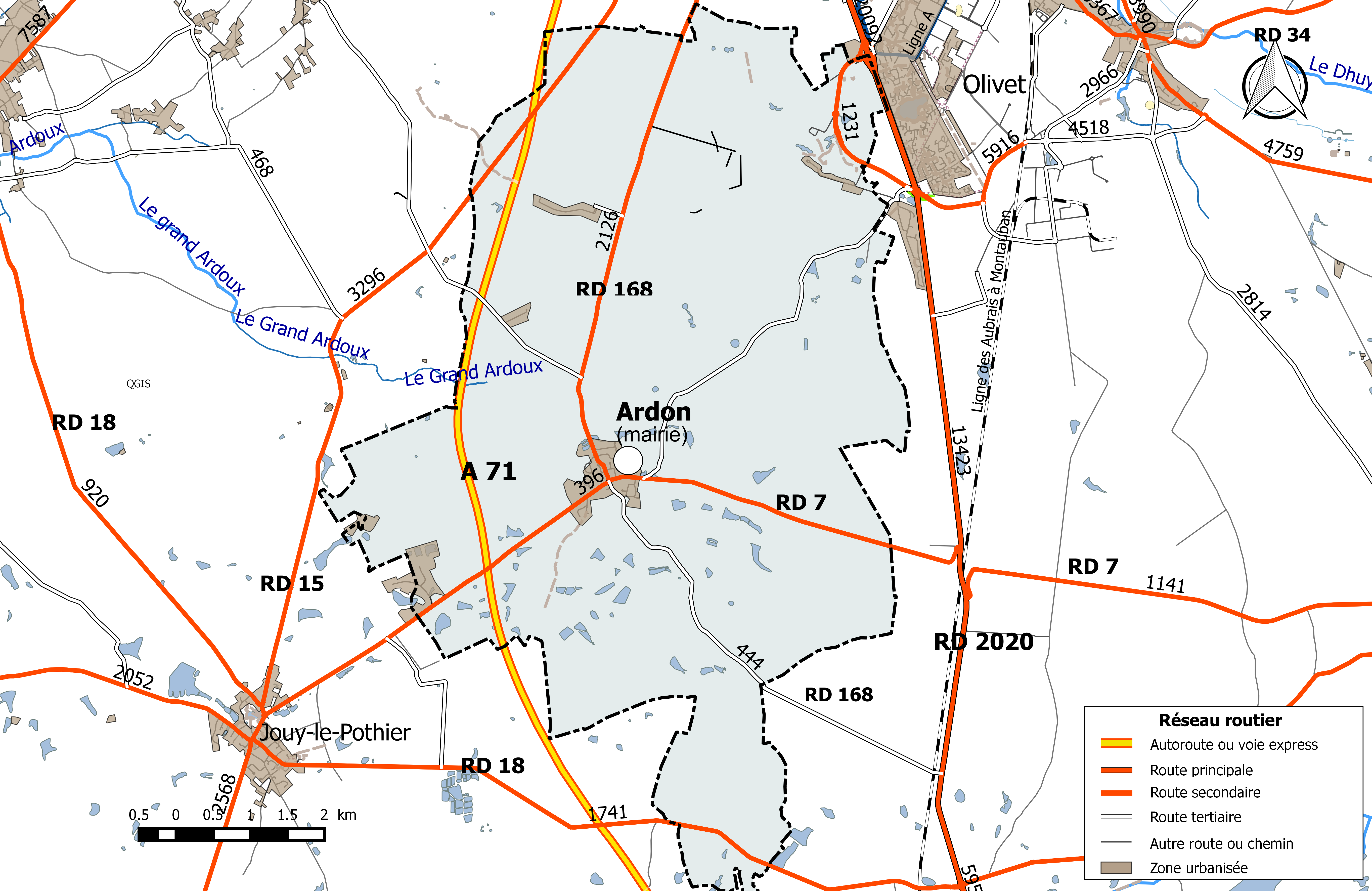
Réseau routier principal de la commune d'Ardon.

- la ligne 1 du réseau TAO d’Orléans fait son terminus à l’arrêt Limere située à IKEA .

#### Infrastructures routières
La commune est traversée par cinq routes départementales : les RD 168 et 7, qui constituent le réseau structurant de la commune,  et les RD 15, 326 et 18, qui sont en marge du territoire communal. La route départementale 168 est une route à grande circulation qui relie Olivet à La Ferté-Saint-Aubin. Elle supporte en 2014, dans la section traversant la commune, un trafic de 2 126 véhicules/jour au nord du bourg dont 74 poids lourds (3,5 %) et 444 véhicules/jour au sud dont 16 poids lourds (3,6 %). La RD 7 relie Jouy-le-Potier à Vienne-en-Val et supporte un trafic de 1 141 véhicules/jour en 2014. La RD 15 relie Olivet à Ligny-le-Ribault et supporte un trafic de 3 296 véhicules/jour et la RD 18, dans la partie extrême sud du territoire communal, relie Meung-sur-Loire à La Ferté-Saint-Aubin et supporte 1 741 véhicules/jour. La RD 326 traverse quant à elle le golf de Limère dans la pointe nord-est du territoire communal.
L'autoroute A71, mise en service en 1986,  traverse la commune dans sa partie ouest, mais n'a aucun échange avec son territoire. Trois passages supérieurs permettent le franchissement des routes départementales 7 et 15 et de la voie communale reliant le château Boisgibault à la RD 15. L'accès le plus proche à cette autoroute est le diffuseur d'Olivet, situé à 9 km au nord sur la commune d'Olivet et constituant la sortie n°2.

#### Transports en commun
En 2016, la commune est desservie par la ligne 19 du réseau Ulys, le réseau interurbain de transport par autocar du Conseil départemental du Loiret. Cette ligne, qui relie Cravant à Orléans, propose un nombre de dessertes variable en fonction des jours ouvrables de la semaine. Des correspondances SNCF sont assurées à la gare d'Orléans et TAO et Transbeauce à la Gare routière d'Orléans. À compter du 1er janvier 2017, la compétence des services de transports routiers interurbains, réguliers et à la demande est transférée des départements aux régions, et donc localement du département du Loiret à la région Centre-Val de Loire, consécutivement à la loi NOTRe du 7 août 2015.

### Risques naturels et technologiques
La commune d'Ardon est vulnérable à différents aléas naturels : climatiques (hiver exceptionnel ou canicule), mouvements de terrains ou sismique (sismicité très faible)
Elle est également exposée à trois risques technologiques : le risque industriel, le risque nucléaire et le risque de transport de matières dangereuses
. Entre 1989 et 2019, cinq arrêtés ministériels ayant porté reconnaissance de catastrophe naturelle ont été pris pour le territoire de la commune  : deux pour des inondations et coulées de boues et trois pour des mouvements de terrains.

#### Risques naturels
Le territoire de la commune peut être concerné par un risque d'effondrement de cavités souterraines non connues. Une cartographie départementale de l'inventaire des cavités souterraines et des désordres de surface a été réalisée. Il a été recensé sur la commune plusieurs effondrements de cavités.
Par ailleurs, le sol du territoire communal peut faire l'objet de mouvements de terrain liés à la sécheresse. Le phénomène de retrait-gonflement des argiles est la conséquence d'un changement d'humidité des sols argileux. Les argiles sont capables de fixer l'eau disponible mais aussi de la perdre en se rétractant en cas de sécheresse. Ce phénomène peut provoquer des dégâts très importants sur les constructions (fissures, déformations des ouvertures) pouvant rendre inhabitables certains locaux. Celui-ci a particulièrement affecté le Loiret après la canicule de l'été 2003. Une grande partie du territoire de la commune est soumis à un aléa « moyen » face à ce risque, selon l'échelle définie par le Bureau de recherches géologiques et minières (BRGM).
Depuis le 22 octobre 2010, la France dispose d’un nouveau zonage sismique divisant le territoire national en cinq zones de sismicité croissante. La commune, à l’instar de l’ensemble du département,  est concernée par un risque très faible.

#### Risques technologiques
Dans le domaine des risques technologiques, une partie du territoire de la commune peut être concernée par le risque nucléaire. En cas d’accident grave, certaines installations nucléaires sont en effet susceptibles de rejeter dans l’atmosphère de l’iode radioactif. Or la commune se situe partiellement à l'intérieur du périmètre de 20 km du Plan particulier d'intervention de la centrale nucléaire de Saint-Laurent-des-Eaux. À ce titre les habitants de la commune, comme tous ceux résidant dans le périmètre proche de 20 km de la centrale ont bénéficié, à titre préventif, d'une distribution de comprimés d’iode stable dont l’ingestion avant rejet radioactif permet de pallier les effets sur la thyroïde d’une exposition à de l’iode radioactif. En cas d'incident ou d'accident nucléaire, des consignes de confinement ou d'évacuation peuvent être données et les habitants peuvent être amenés à ingérer, sur ordre du préfet, les comprimés en leur possession.
La commune est concernée par la présence d'un établissement classé "site SEVESO seuil haut" de par son activité : la société TDA armements.  Cet établissement fait l’objet de l’élaboration d'un Plan de Prévention des Risques Technologiques approuvé par arrêté préfectoral.
Le risque de transport de matières dangereuses est également présent sur la commune, en raison du passage sur son territoire d'un itinéraire routier structurant supportant un fort trafic (l'autoroute A71),.

## Toponymie
Le nom de la localité est attesté sous la forme Ardon en 1178,
Toponyme composé du premier élément gaulois are-, « devant » et du radical indo-européen *dhun-, associant un relief et un habitat défendu « dune », à l’origine d’une racine celtique *dhuno dont le premier sens aurait été « clôture, zone enclose », d’où le gaulois  dūnum, -ô-dunum, *ar-ô-dunum, traité comme *ardonum qui a pris le sens de « enceinte fortifiée du devant » et, par métonymie, celui de « colline, mont » puisque la plupart des citadelles étaient bâties sur des hauteurs.

Comme souvent en gaulois, un -o- de liaison se trouvait entre deux éléments du nom composé ; cette voyelle sera accentuée et fournira alors le plus souvent, après chute du -d-, des terminaisons en –on ou voisines de -on. Dans quelques cas, la voyelle de liaison ne sera pas accentuée et fournira des terminaisons en -don.

## Politique et administration

### Découpage territorial

#### Bloc communal: Commune et intercommunalités
La paroisse d'Ardon acquiert le statut de municipalité avec le  décret du 12 novembre 1789 de l'Assemblée Nationale puis celui de « commune », au sens de l'administration territoriale actuelle, par le décret de la Convention nationale du 10 brumaire an II (31 octobre 1793). Il faut toutefois attendre la loi du 5 avril 1884 sur l'organisation municipale pour qu'un régime juridique uniforme soit défini pour toutes les communes de France, point de départ de l’affirmation progressive des communes face au pouvoir central.
Aucun événement de restructuration majeure du territoire, de type suppression, cession ou réception de territoire, n'a affecté la commune depuis sa création.
La commune est membre de la communauté de communes du canton de La Ferté-Saint-Aubin depuis sa création le 14 novembre 2006, qui devient communauté de communes des Portes de Sologne le 20 janvier 2015.

#### Circonscriptions de rattachement
Sous l'Ancien Régime, à la veille des États généraux de 1789, la paroisse d'Ardon était rattachée sur le plan ecclésiastique au diocèse d'Orléans, sur le plan judiciaire au bailliage d'Orléans, sur le plan militaire au gouvernement d'Orléans et sur le plan administratif à la généralité d'Orléans,.
La loi du 22 décembre 1789 divise le pays en 83 départements découpés chacun en six à neuf districts eux-mêmes découpés en cantons regroupant des communes. Les districts, tout comme les départements, sont le siège d’une administration d’État et constituent à ce titre des circonscriptions administratives. La commune d'Ardon est alors incluse dans le canton de Lailli, le district de Beaugency et le département du Loiret.
La recherche d’un équilibre entre la volonté d’organiser une administration dont les cadres permettent l’exécution et le contrôle des lois d’une part, et la volonté d’accorder une certaine autonomie aux collectivités de base (paroisses, bourgs, villes) d’autre part, s’étale de 1789 à 1838. Les découpages territoriaux évoluent ensuite au gré des réformes visant à décentraliser ou recentraliser l'action de l'État. La régionalisation fonctionnelle des services de l'État (1945-1971) aboutit à la création de régions. L'acte I de la décentralisation de 1982-1983 constitue une étape importante en donnant l'autonomie aux collectivités territoriales, régions, départements et communes. L'acte II intervient en 2003-2006, puis l'acte III en 2012-2015.
Le tableau suivant présente les rattachements, au niveau infra-départemental, de la commune d'Ardon aux différentes circonscriptions administratives et électorales ainsi que l'historique de l'évolution de leurs territoires.
| Circonscription             | Nom                  | Période   | Type                         | Évolution du découpage territorial |
| --------------------------- | -------------------- | --------- | ---------------------------- | --- |
| District                    | Beaugency            | 1790-1795 | Administrative               | La commune est rattachée au district de Beaugency de 1790 à 1795,. La Constitution du 5 fructidor an III, appliquée à partir de vendémiaire an IV (1795) supprime les districts, rouages administratifs liés à la Terreur, mais maintient les cantons qui acquièrent dès lors plus d'importance. |
| Canton                      | Lailli               | 1790-1801 | Administrative et électorale | Le 10 février 1790, la municipalité d'Ardon est rattachée au canton de Lailli. Les cantons acquièrent une fonction administrative avec la disparition des districts en 1795. |
| Canton                      | La Ferté-Saint-Aubin | 1801-2015 | Administrative et électorale | Sous le Consulat, un redécoupage territorial visant à réduire le nombre de justices de paix ramène le nombre de cantons dans le Loiret de 59 à 31. Ardon est alors rattachée par arrêté du 9 vendémiaire an X (30 septembre 1801) au canton de La-Ferté-Saint-Aubin,. |
| Canton                      | La Ferté-Saint-Aubin | 2015-     | Électorale                   | La loi du 17 mai 2013 et ses décrets d'application publiés en février et mars 2014 introduisent un nouveau découpage territorial pour les élections départementales. La commune est alors rattachée au nouveau canton de La Ferté-Saint-Aubin. Depuis cette réforme, plus aucun service de l'État n'exerce sa compétence sur un territoire s'appuyant sur le nouveau découpage cantonal. Le canton a disparu en tant que circonscription administrative de l'État ; il est désormais uniquement une circonscription électorale dédiée à l'élection d'un binôme de conseillers départementaux siégeant au conseil départemental. |
| Arrondissement              | Orléans              | 1801-     | Administrative               | Ardon est rattachée à l'arrondissement d'Orléans depuis sa création en 1801,. |
| Circonscription législative | 3e circonscription   | 2010-     | Électorale                   | Lors du découpage législatif de 1986, le nombre de circonscriptions législatives passe dans le Loiret de 4 à 5. Un nouveau redécoupage intervient en 2010 avec la loi du 23 février 2010. En attribuant un siège de député « par tranche » de 125 000 habitants, le nombre de circonscriptions par département varie désormais de 1 à 21,. Dans le Loiret, le nombre de circonscriptions passe de cinq à six. Ardon, initialement rattachée à la première circonscription, est, après 2010, rattachée à la troisième circonscription.                                                                                           |

#### Collectivités de rattachement
La commune d'Ardon est rattachée au département du Loiret et à la région Centre-Val de Loire, à la fois circonscriptions administratives de l'État et collectivités territoriales.

### Politique et administration municipales

#### Conseil municipal et maire
Depuis les élections municipales de 2014, le conseil municipal d'Ardon, commune de plus de 1 000 habitants, est élu au scrutin proportionnel de liste à deux tours (sans aucune modification possible de la liste),  pour un mandat de six ans renouvelable. Il est composé de 15 membres. L'exécutif communal est constitué par le maire, élu par le conseil municipal parmi ses membres, pour un mandat de six ans, c'est-à-dire pour la durée du mandat du conseil.
| Période                                  | Période  | Identité                            | Étiquette | Qualité                                                                 |
| ---------------------------------------- | -------- | ----------------------------------- | --------- | ----------------------------------------------------------------------- |
|                                          |          | Alfred de Laage de Meux (1819-1906) |           | Propriétaire Chevalier de la Légion d'honneur                           |
| Les données manquantes sont à compléter. |          |                                     |           |                                                                         |
| 16 juin 1995                             | 2001     | René de Chanaleilles                |           |                                                                         |
| 2001                                     | 2008     | Michel Vallet                       |           |                                                                         |
| 2008                                     | 2014     | Michel Tatin                        |           | ingénieur conseil                                                       |
| mars 2014                                | mai 2020 | Elysabeth Catoire                   |           | employée (secteur privé)                                                |
| mai 2020                                 | En cours | Jean-Paul Roche,                    | DVD       | cadre d'une entreprise publique, Président de la Communauté de communes |
| Les données manquantes sont à compléter. |          |                                     |           |                                                                         |

### Finances
En 2011, la commune disposait d’un budget de 1 376 000 € dont 848 000 € de fonctionnement et 528 000 € d'investissement, en augmentation de 5 % par rapport à 2005.
Le budget de fonctionnement était financé à hauteur de 44,5 % par les impôts locaux, 12,1 % par d'autres impôts et taxes et 15,5 % par la dotation globale de fonctionnement. Ces indicateurs étaient cette même année pour les communes de la même strate, de 500 à 2 000 habitants, respectivement de 36,3 %, 5 % et 23,6 %.
Les taux d’imposition fixés par la commune étaient de 5,6 % pour la taxe d'habitation, de 8,7 % pour la taxe foncière sur le bâti et 27,9 % pour la taxe foncière sur le non-bâti. Les taux de la strate des communes de 500 à 2 000 habitants étaient respectivement de 11,4 %, 15,8 % et 46 %.
Le taux de la cotisation foncière des entreprises, qui a remplacé la taxe professionnelle en 2010, fixé par l’intercommunalité, était de 18,7 %.
La dette cumulée de la commune s’élevait au 31 décembre 2011 à 325 000 €, soit 276 € par habitant, en diminution de -76 % par rapport à 2005. La dette moyenne par habitant de la strate des communes de 500 à 2 000 habitants s'élevait quant à elle en 2011 à 592 €.
| Année | Population | Fonctionnement   | Fonctionnement  | Fonctionnement   | Investissements    | Investissements | Autofinancement | Endettement              | Endettement                              | Fiscalité | Fiscalité | Fiscalité | Fiscalité | Fiscalité                     | Fiscalité                     | Fiscalité              |
| Année | Population | Produits (en k€) | Charges (en k€) | Résultat (en k€) | Ressources (en k€) | Emplois (en k€) | CAF (en k€)     | encours au 31/12 (en k€) | encours par habitant (en € par habitant) | TH        | TFb       | TFnb      | Tpfa      | Potentiel fiscal par habitant | Potentiel fiscal par habitant | Produits impôts locaux |
| Année | Population | Produits (en k€) | Charges (en k€) | Résultat (en k€) | Ressources (en k€) | Emplois (en k€) | CAF (en k€)     | encours au 31/12 (en k€) | encours par habitant (en € par habitant) | TH        | TFb       | TFnb      | Tpfa      | commune                       | strate                        |                        |
| --- | ---------- | ---------------- | --------------- | ---------------- | ------------------ | --------------- | --------------- | ------------------------ | ---------------------------------------- | --------- | --------- | --------- | --------- | ----------------------------- | ----------------------------- | ---------------------- |
| 2005 | 1133       | 903              | 588             | 316              | 411                | 496             | 316             | 1 304                    | 1 151                                    | 5,6 %     | 8,7 %     | 27,9 %    | 7,7 %     | 915                           | 552                           | 573                    |
| 2006 | 1133       | 952              | 660             | 292              | 431                | 533             | 292             | 923                      | 814                                      | 5,6 %     | 8,7 %     | 27,9 %    | 7,7 %     | 951                           | 583                           | 606                    |
| 2007 | 1133       | 753              | 463             | 291              | 453                | 367             | 291             | 839                      | 741                                      | 5,6 %     | 8,7 %     | 27,9 %    | 0 %       | 1 027                         | 487                           | 253                    |
| 2008 | 1133       | 816              | 559             | 257              | 291                | 284             | 257             | 753                      | 665                                      | 5,6 %     | 8,7 %     | 27,9 %    | 0 %       | 1 070                         | 497                           | 263                    |
| 2009 | 1148       | 830              | 564             | 266              | 561                | 728             | 266             | 420                      | 366                                      | 5,6 %     | 8,7 %     | 27,9 %    | 0 %       | 1 006                         | 518                           | 272                    |
| 2010 | 1174       | 833              | 533             | 299              | 393                | 637             | 299             | 373                      | 318                                      | 5,6 %     | 8,7 %     | 27,9 %    | 0 %       | 1 023                         | 527                           | 277                    |
| 2011 | 1174       | 848              | 542             | 306              | 528                | 345             | 306             | 325                      | 276                                      | 5,6 %     | 8,7 %     | 27,9 %    | 0 %       | 0                             | 0                             | 286                    |
| Notes : CAF = Capacité d'autofinancement nette du remboursement en capital des emprunts, TH = Taux de la taxe d'habitation, TFb = taux de la taxe sur le foncier bâti, TFnb = taux de la taxe sur le foncier non bâti, Tpfa = Taxe professionnelle (fiscalité additionnelle) |            |                  |                 |                  |                    |                 |                 |                          |                                          |           |           |           |           |                               |                               |                        |

## Équipements et services

### Environnement

#### Gestion des déchets
En 2016, la commune est membre du syndicat mixte intercommunal pour le ramassage et le traitement des ordures ménagères (SMIRTOM) de la région de Beaugency, créé en 1971. Celui-ci assure la collecte et le traitement des ordures ménagères résiduelles en porte à porte, des emballages ménagers recyclables en porte à porte ou en points d’apport volontaire, du verre en points d’apport volontaire et des papiers en points d’apport volontaire
. Un réseau de sept déchèteries, dont une est située sur le territoire communal, accueille les encombrants et autres déchets spécifiques (déchets verts, déchets dangereux, gravats, ferraille, cartons…). L'élimination et la valorisation énergétique des déchets est effectuée dans l'UIOM de Saran depuis 1996, exploitée par la société Orvade, filiale du groupe Véolia, par délégation de service de la communauté urbaine Orléans-Métropole.
La loi NOTRe du 7 août 2015 rend obligatoire l’exercice de la compétence « gestion des déchets ménagers » pour les communautés de communes à partir du 1er janvier 2017, qui ne fait donc désormais plus partie des compétences de la commune mais de celle de la communauté de communes des Portes de Sologne. Dans ce cadre, le préfet du Loiret indique dans un courrier du 28 décembre 2016 aux présidents des communautés de communes concernées que le SMIRTOM de la région de Beaugency sera dissout le 30 juin 2017.

#### Production et distribution d'eau
Le service public d’eau potable est une compétence obligatoire des communes depuis l’adoption de la loi du 30 décembre 2006 sur l’eau et les milieux aquatiques. Au 31 décembre 2016, la production et la distribution de l'eau potable sur le territoire communal sont assurées par la commune elle-même.
La loi NOTRe du 7 août 2015 prévoit que le transfert des compétences « eau et assainissement » vers les communautés de communes sera obligatoire à compter du 1er janvier 2020. Le transfert d’une compétence entraîne  de  facto la mise à disposition gratuite de plein droit des biens, équipements et services publics utilisés, à la date du transfert, pour l'exercice de ces compétences et la substitution de la communauté dans les droits et obligations des communes,.

#### Assainissement
La compétence assainissement, qui recouvre obligatoirement la collecte, le transport et l’épuration des eaux usées, l’élimination des boues produites, ainsi que le contrôle des raccordements aux réseaux publics de collecte, est assurée  par la commune elle-même.
La commune est raccordée à une station d'épuration située sur le territoire communal, mise en service le 1er juin 1988 et dont la capacité nominale de traitement est de  800 EH, soit 120 m3/jour. Cet équipement utilise un procédé d'épuration de type lagunage naturel. Son exploitation est assurée par Ardon,.
L’assainissement non collectif (ANC) désigne les installations individuelles de traitement des eaux domestiques qui ne sont pas desservies par un réseau public de collecte des eaux usées et qui doivent en conséquence traiter elles-mêmes leurs eaux usées avant de les rejeter dans le milieu naturel. En 2017, la communauté de communes des Portes de Sologne assure le service public d'assainissement non collectif (SPANC), qui a pour mission de vérifier la bonne exécution des travaux de réalisation et de réhabilitation, ainsi que le bon fonctionnement et l’entretien des installations,.

## Population et société

### Démographie
Les habitants sont nommés les Ardonnais.
L'évolution du nombre d'habitants est connue à travers les recensements de la population effectués dans la commune depuis 1793. Pour les communes de moins de 10 000 habitants, une enquête de recensement portant sur toute la population est réalisée tous les cinq ans, les populations de référence des années intermédiaires étant quant à elles estimées par interpolation ou extrapolation. Pour la commune, le premier recensement exhaustif entrant dans le cadre du nouveau dispositif a été réalisé en 2006.

En 2022, la commune comptait 1 201 habitants, en évolution de +3,89 % par rapport à 2016 (Loiret : +1,89 %, France hors Mayotte : +2,11 %).
| 1793 | 1800 | 1806 | 1821 | 1831 | 1836 | 1841 | 1846 | 1851 |
| ---- | ---- | ---- | ---- | ---- | ---- | ---- | ---- | ---- |
| 450  | 448  | 451  | 439  | 519  | 536  | 524  | 547  | 602  |

| 1856 | 1861 | 1866 | 1872 | 1876 | 1881 | 1886 | 1891 | 1896 |
| ---- | ---- | ---- | ---- | ---- | ---- | ---- | ---- | ---- |
| 560  | 604  | 607  | 596  | 598  | 598  | 643  | 640  | 579  |

| 1901 | 1906 | 1911 | 1921 | 1926 | 1931 | 1936 | 1946 | 1954 |
| ---- | ---- | ---- | ---- | ---- | ---- | ---- | ---- | ---- |
| 576  | 576  | 580  | 507  | 508  | 458  | 417  | 445  | 412  |

| 1962 | 1968 | 1975 | 1982 | 1990 | 1999 | 2006  | 2011  | 2016  |
| ---- | ---- | ---- | ---- | ---- | ---- | ----- | ----- | ----- |
| 372  | 348  | 536  | 700  | 731  | 851  | 1 113 | 1 100 | 1 156 |

| 2021  | 2022  | - | - | - | - | - | - | - |
| ----- | ----- | - | - | - | - | - | - | - |
| 1 165 | 1 201 | - | - | - | - | - | - | - |

### Enseignement
Ardon se situe dans l'Académie d'Orléans-Tours (Zone B) et dans la circonscription d'Orléans Sud.
L'école primaire accueille les élèves de la commune.

### Sports
Le golf de Limère, 18 trous, par 72, a été créé en 1992.

## Économie
- Aircos : fabrication d'emballages en matières plastiques pour les produits de beauté[106] ;
- Les Balnéades : centre de balnéothérapie[107].
- "IKÉA" Doit déposer fin 2013 un permis de construire pour un magasin qui générerait environ 150 emplois dès son ouverture fin 2015. (LOIRET Mag.)

Le revenu annuel moyen par foyer dépasse les 50 000 €, ce qui place le village à la première place du Loiret en ce qui concerne ce critère.

## Culture locale et patrimoine

### Lieux et monuments
- Le château de Boisgibault construit à la fin du XVIIe siècle, inscrit à l'inventaire supplémentaire des monuments historiques le 31 décembre 2001[A 1] ;
- Les châteaux du XIXe siècle : de Villiers[A 2] ; de la Rousselière[A 3] ; de la Renardière[A 4] ; des Madères[A 5] ; de Buglain[A 6] ;
- Le château de Maisonfort, édifié au XVIIe siècle sur un château fort qui datait du  XIVe siècle, fut détruit en 1958[A 7]
- Les Manoirs : de la Rivière de la fin du XVe siècle avec grange et étable de la fin du XIXe siècle[A 8] ; des Bordes du XVIe siècle[A 9] ; du Marchais-Lambert des XVIe et XVIIe siècles avec écuries et grange du XIXe siècle[A 10] ;
- L’église Saint-Pierre du début du XIXe siècle[A 11] ;
- Les fermes : du Vivier, logis du XVIIIe siècle et grange du XIXe siècle[A 12] ; de la Grande Hâtée du XIXe siècle[A 13] ; de la Bretandière du XVIIIe siècle[A 14] ;
- Une maison du XVIIIe siècle au lieu-dit le Télégraphe[A 15] ;
- L’étang du Marchais-Rond ;
- Deux zones naturelles d'intérêt écologique, faunistique et floristique se situent en totalité sur le territoire de la commune : une de type 1 dite de la chênaie à chêne tauzin du domaine de la rivière[109] et une de type 2 dite du domaine de la rivière[110].

Patrimoine d'Ardon
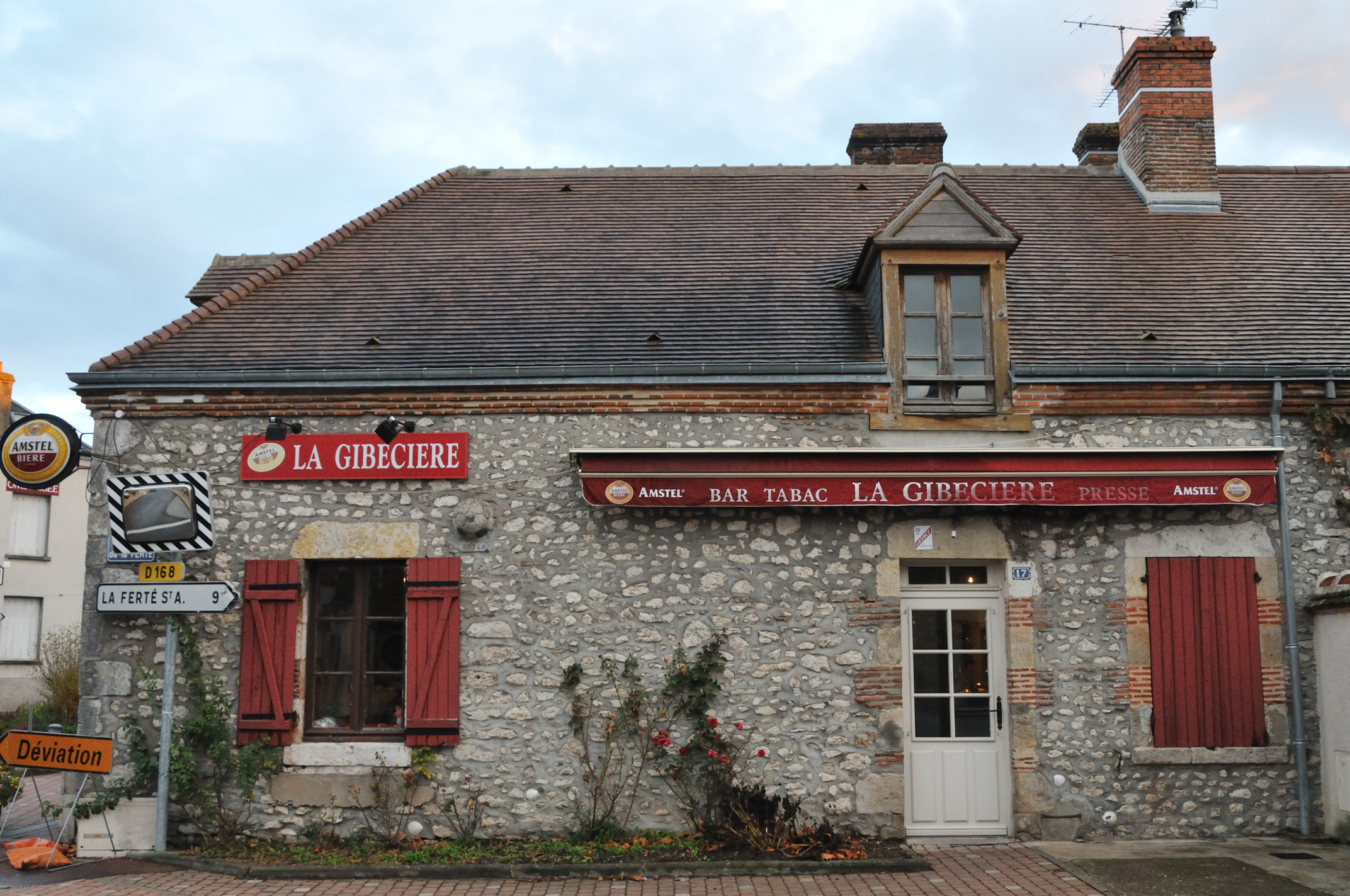
Bar-tabac.
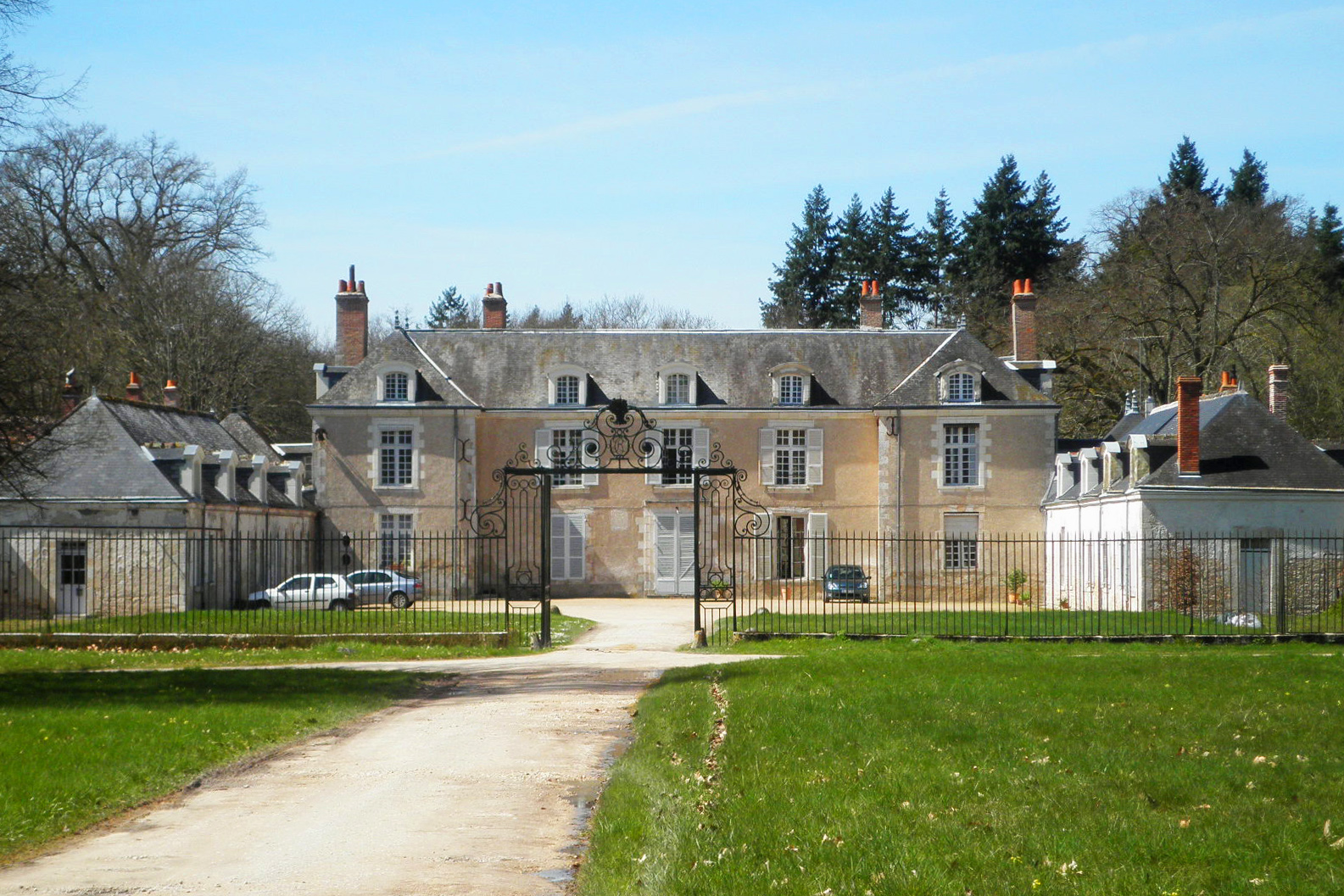
Château de Boisgibault.
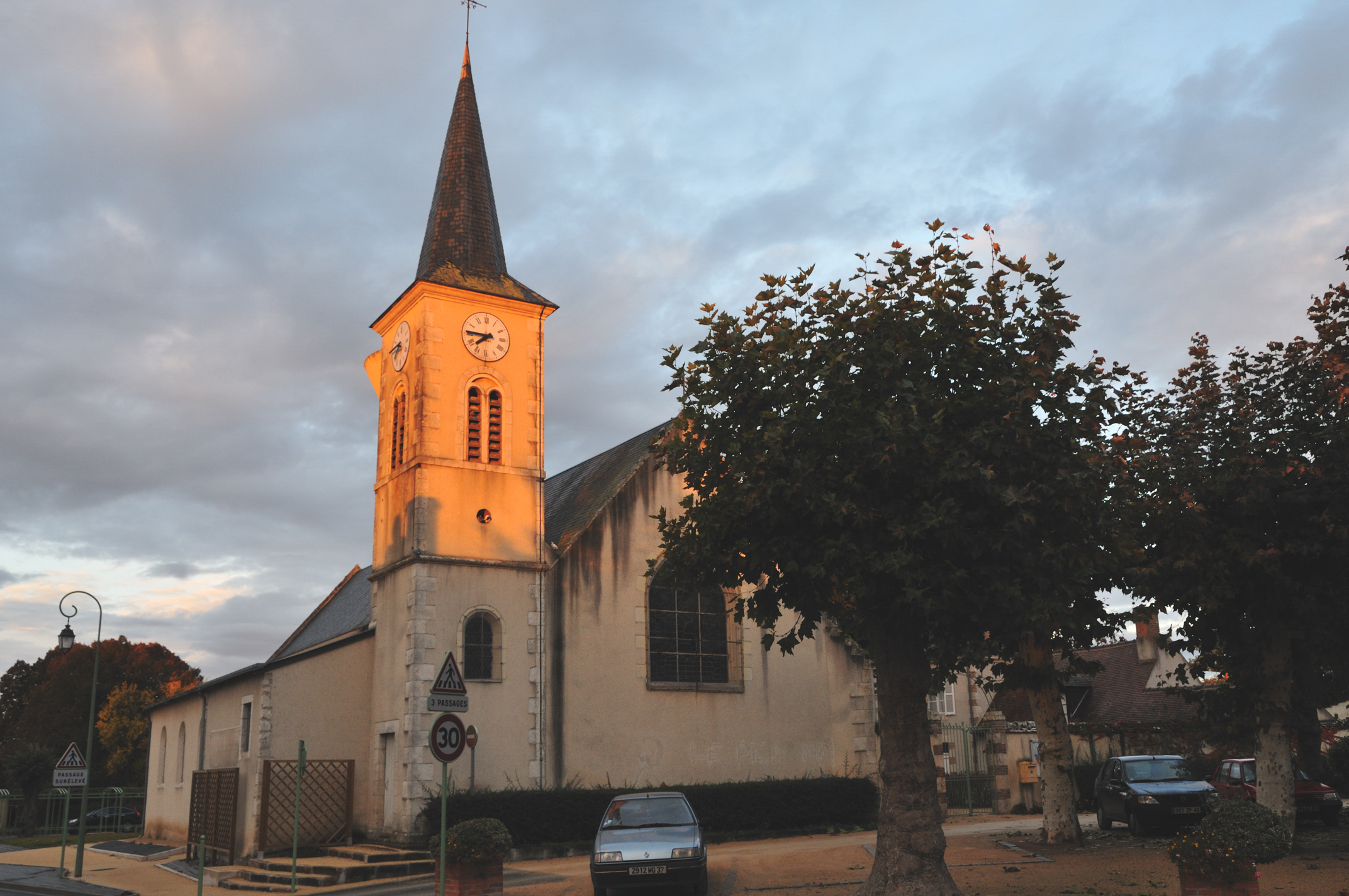
Église Saint-Pierre.

### Personnalités liées à la commune
- Jacques Charpentier de Boisgibault, président de la Cour des aides.
- Paul Guillaume (1885-1968), historien de l'Orléanais mais surtout celui de la Résistance en Orléanais fut curé d'Ardon.
- Eugène Turbat (1865-1944), horticulteur et homme politique français, est né dans la commune[111].
- Guy Arnoux (1886-1951), peintre et illustrateur, propriétaire du château de La Rousselière.
- Le musicien William Sheller (né en 1946), y vivait[112].

### Héraldique
| Blason de Ardon | Blason  | D'azur au lion d'or surmonté de trois étoiles d'argent rangées en chef; senestré d'or à la clé d'azur. |
| Blason de Ardon | Détails | Création Paul Maitenaz. Adopté le 20 avril 2015.                                                       |

### Vie militaire
Le 12e régiment de cuirassiers est stationné sur les communes d'Ardon et Olivet.